# Veliki trg praznovanj
Veliki trg praznovanj (arabsko ى, latinizirano: Sahat al-Ahtifalat al-Kubra) je glavni trg za javna praznovanja v Bagdadu s stadionom za voditelje držav v središču avenije Parade. Na trgu so trije pomembni javni spomeniki, ki so jih ustvarili vodilni kiparji iz sredine 20. stoletja.

## Opis
Leta 1986 (dve leti pred koncem vojne) je iraška baasistična vlada začela graditi festivalski in paradni prostor v parku Zavra, blizu obsežnega predsedniškega kompleksa v središču Bagdada. Trg je v bližini al-Harthija in v utrjeni zeleni coni, mesto pa je bilo posebej izbrano zaradi svoje simbolične vrednosti. Iračani na splošno verjamejo, da je to ista lokacija, kjer so muslimanski Arabci leta 636 n. št. premagali Perzijce in ta zgodovinski dogodek velja za začetek islamske dominacije v regiji. Mesto naj bi postalo kraj, kjer bi potekale vojaške parade in nacionalni dogodki. Znan kot Trg velikih praznovanj, je prostor za velike parade, obsežen pregledni paviljon in velik zrcalni bazen. Okoliške travnate površine so med vojaškimi paradami gostile Iračane. K praznični privlačnosti prostora so prispevale tri okrepčevalnice, v katerih so prodajali sladoled, hladne pijače in sladkarije.
Takratni voditelj Iraka Sadam Husein je naročil tri velika javna umetniška dela za to območje. Ta umetniška dela naj bi bila spomenik padlim iraškim vojakom, spomin na iraško bolečino in trpljenje kot posledico iransko-iraške vojne in simboli iraške zmage v vojni. Spomenik neznanemu vojaku, ki temelji na konceptu iraškega kiparja Khaleda al-Rahala in je tik za robom trga, je bil odkrit že leta 1982. Hussein je naročil še en spomenik in veliko delo, Slavoloki zmage, še en koncept kiparja Khaleda al-Rahala, ki so ga zgradili v bližini in je bil slovesno odkrit leta 1989.
Slavoloki zmage označujejo vhode na trg. Na dan, ko so bili oboki posvečeni (8. avgust 1989), je Sadam jezdil pod oboki na belem konju. Splošno priznano je, da je Husein nameraval namigovati na ubitega islamskega mučenika Huseina, ubitega v Karbali leta 680 n. št., čigar smrt je povzročila razdor med šiitskimi in sunitskimi muslimani. Spomenik, čeprav predstavlja triumfalistično pripoved v zvezi z iransko-iraško vojno, je prevzel širšo simboliko in predstavlja tiste Iračane, ki so padli v kateri koli vojni v zgodovini države.
Trije spomeniki v bližini trga tvorijo vizualno in simbolno celoto. Izgradnja treh umetniških del je bila del širšega vladnega programa Ba'atha za polepšanje Bagdada, vzbujanje občutka nacionalnega ponosa in obenem ovekovečenje ugleda Sadama Huseina kot močnega voditelja.

## Opis spomenika neznanemu junaku
Prvotni koncept je bil delo iraškega kiparja Khaleda al-Rahala, arhitekturne načrte pa je razvil italijanski arhitekt Marcello D'Olivo.
Spomenik stoji na vrhu umetnega griča v obliki nizkega prisekanega stožca s premerom 250 m. Sam spomenik je sestavljen iz več elementov, združenih na vrhu hriba. Osrednji del je konzolna kupola, premera 42 m, z naklonom 12 stopinj, izdelana iz armiranega betona. Kupola predstavlja dira'a (iraški ščit), ki pade iz rok umirajočega bojevnika.
Ob strani kupole je spiralni stolp, ki spominja na minaret v Samarri. Njegova zunanja površina je prevlečena z bakrom, medtem ko ima notranjo površino napušč, zaključen s piramidnimi moduli, ki se izmenjujejo iz jekla in bakra. Promenada je pokrita s polkrožno ravno streho, oprto na trikotno jekleno oporo. Streha je prekrita z bakreno pločevino, napušč pa prikazuje plošče v obliki črke V iz nerjavečega jekla in muranskega stekla. Obdajajo ga poševni nosilci trikotnega preseka, ki so prekriti z marmorjem. Rdeči granit, stopničaste ploščadi eliptične oblike vodijo do kupole in kubične skulpture. Jekleni drog za zastavo je v celoti prekrit s ploščami iz muranskega stekla, pritrjenimi na krake iz nerjavečega jekla in prikazujejo barve državne zastave.
Pod ščitom je kocka, sestavljena iz sedmih plasti kovine, ki naj bi predstavljala sedem stopenj nebes v islamski veri. Znotraj plasti kovine so listi rdečega akrila, ki naj bi predstavljali kri ubitih iraških vojakov. Sama kocka je s podzemnim muzejem povezana z dolgim jaškom z okni, ki omogočajo svetlobo od zgoraj. Znotraj muzeja lahko obiskovalci pogledajo v strop in vidijo skozi odprtine, ki vodijo do kocke zgoraj.
Spomenik se je pojavil na bankovcu iraškega dinarja v seriji 1990–2003.

## Najnovejši dogodki
Leta 2007 je nova iraška vlada želela porušiti spomenike Slavolokov zmage in odločitev je odobril nekdanji premier Nuri al-Maliki, vendar je ta odločitev povzročila močan odziv protestnikov. Al-Malikijevo odobritev je izpodbijal ameriški veleposlanik Zalmay Khalilzad, ki je 21. februarja blokiral rušenje. Vlada je leta 2011 v znak sprave spomenik obnovila. Trg je postal prostor javnih demonstracij in protestov. Aprila–maja 2016, po dolgotrajnem političnem boju za končanje sektaštva v politiki, se je velika množica zbrala na Velikem trgu praznovanj v nenasilnem protestu.
Junija 2023 je bil trg po 20 letih zaprtja ponovno odprt. Kino Al-Mansour, gledališče al-Mansour in dvorana lepih umetnosti, ki so bile kulturne lokacije na trgu, preden je bil leta 2003 zaprt, so bili obnovljeni in odprti za javnost. Sčasoma je trg pritegnil bolj umetniško dediščino. Obnova trga je bila namenjena vrnitvi kulturne vloge, ki jo je Bagdad imel v preteklosti, natančneje pred letom 2003. Trg bo glavno prizorišče festivalov in umetniških dejavnosti. Upajo tudi, da bodo novejše iraške generacije poznale kulturne vidike tega območja. Kino Al-Mansour je bil predan podjetju Iraqi Cinema Company, ki je bilo ustanovljeno leta 2011 za organizacijo kinematografov v državi. Kino ima eno dvorano in več sto sedežev. Dvorana likovnih umetnosti vključuje na stotine umetniških del, vključno s kipi.

## Prvotni spomenik neznanemu vojaku
Spomenik neznanemu vojaku iz leta 1982 ni bil prvi tovrstnih spomenikov, ki so bili zgrajeni v Bagdadu. Leta 1959 so na trgu Firdos v Bagdadu postavili obokan spomenik Neznanemu vojaku. Zasnoval ga je iraški arhitekt Rifat Čadirdži in je bil sodobna prilagoditev slavoloka Ktezifona v starodavni prestolnici Partskega cesarstva.
Skice dizajna, najdene na Inštitutu za likovno umetnost v Bagdadu, razkrivajo navdih za dizajn, ki predstavlja mater, ki se sklanja, da bi pobrala svojega mučenega otroka. Opisana kot preprosta, simbolična, modernistična struktura, primerjava med izvirnikom in njegovo kasnejšo zamenjavo ponazarja vse večjo stopnjo abstrakcije in prefinjenosti v iraški umetnosti v tem obdobju.
Izvirnik so odstranili s trga al-Fardus, da bi naredili prostor za kip Sadama Huseina v zgodnjih 1980-ih. Nadomestni kip so uničile ameriške sile, potem ko so leta 2003 zavzele Bagdad, medtem ko je svet to gledal po televiziji.
Poročila, da je bil Čadirdži povabljen k obnovi spomenika, so krožila več let, vendar ni bilo nobenega napredka in ostareli umetnik se je od takrat izselil v Anglijo, kjer je živel s svojo ženo in kjer je umrl 10. 2020.